# Андреев Починок
Андреев Починок (Илясово) — деревня в Устьянском районе Архангельской области России. Входит в состав Бестужевского сельского поселения.
Находится в 75 км к северо-востоку от райцентра, на правом берегу реки Верюга. На противоположном берегу реки расположено село Акичкин Починок.

## Население
| 2002 | 2010 | 2012 |
| ---- | ---- | ---- |
| 23   | ↘4   | ↘2   |